# Antonio Ambu
Antonio Ambu (Cagliari, 10 maggio 1936) è un ex maratoneta e mezzofondista italiano, trentaquattro volte campione nazionale assoluto a livello individuale.

## Biografia
Ha partecipato ai Giochi olimpici di Tokyo nel 1964 e di Città del Messico nel 1968 piazzandosi rispettivamente 40º e 21º. Nel 1962, 1966 e 1967 ha detenuto il primato italiano della maratona.
È stato campione italiano per ben 18 volte (6 volte nei 5 000, altrettante nella maratona). Ha gareggiato con le maglie delle Fiamme Oro, Pro Sesto e Snia. Nel 1964, 1965 e 1967 vinse il Trofeo Sant'Agata trofeo podistico internazionale che si svolge a Catania. Ha vinto per cinque volte il Campaccio tra il 1963 e il 1968 e nel 1964 ha vinto la Cinque mulini.
Negli anni novanta è stato preparatore atletico della nazionale italiana di pattinaggio artistico a rotelle.

## Record nazionali
- Maratona: 2h18'04 ( Boston, 19 aprile 1967) - detenuto sino al giugno 1972[2]

## Palmarès
| Anno | Manifestazione          | Sede              | Evento   | Risultato | Prestazione | Note  |
| ---- | ----------------------- | ----------------- | -------- | --------- | ----------- | ----- |
| 1964 | Giochi olimpici         | Tokyo             | Maratona | 40º       | 2h34'37"    | [ 3 ] |
| 1967 | Giochi del Mediterraneo | Tunisi            | Maratona | Oro       | 2h21'33"    | [ 4 ] |
| 1968 | Giochi olimpici         | Città del Messico | Maratona | 21º       | 2h33'19"    | [ 3 ] |

## Campionati nazionali
In tutto i titoli nazionali conquistati furono 34, secondo per titoli nazionali vinti in diverse discipline dietro ai 40 titoli del marciatore Abdon Pamich.
- 6 volte campione nazionale assoluto dei 5000 m (1958, 1961, 1962, 1964, 1965, 1967)
- 7 volte campione nazionale assoluto dei 10000 m (1958, 1962, 1964, 1965, 1966, 1967, 1968)
- 7 volte campione nazionale assoluto della maratonina (1961, 1962, 1964, 1965, 1966, 1967, 1968)
- 7 volte campione nazionale assoluto della maratona (1962, 1964, 1965, 1966, 1967, 1968, 1968)
- 7 volte campione nazionale assoluto della corsa campestre (1959, 1963, 1964, 1966, 1967, 1968, 1969)

## Altre competizioni internazionali
1961
- Oro al Giro al Sas ( Trento)

1962
- Argento al Campaccio ( San Giorgio su Legnano)

1963
- Oro al Campaccio ( San Giorgio su Legnano)

1964
- Oro al Giro al Sas ( Trento)
- Oro al Trofeo Sant'Agata ( Catania)
- Oro alla Cinque Mulini ( San Vittore Olona)
- Oro al Campaccio ( San Giorgio su Legnano)

1965
- Oro al Giro al Sas ( Trento)
- Bronzo alla Corrida Internacional de São Silvestre ( San Paolo), 7,3 km - 21'52"
- Oro al Trofeo Sant'Agata ( Catania)

1966
- Oro alla Maratona di Cesano Maderno ( Cesano Maderno) - 2h15'06"
- Oro al Giro al Sas ( Trento)
- Oro al Campaccio ( San Giorgio su Legnano)

1967
- 5º alla Maratona di Boston ( Boston) - 2h18'04"
- Oro al Giro al Sas ( Trento)
- Oro al Trofeo Sant'Agata ( Catania)
- Oro al Campaccio ( San Giorgio su Legnano)

1968
- Oro alla Maratona di Brescia ( Brescia) - 2h21'20"
- Oro al Giro al Sas ( Trento)
- Oro al Campaccio ( San Giorgio su Legnano)

1969
- Oro al Giro al Sas ( Trento)
- Argento al Campaccio ( San Giorgio su Legnano) - 41'59"